# خوزه لوئیس مورالس (بازیکن فوتبال، زاده ۱۹۷۳)
خوزه لوئیس مورالس (انگلیسی: José Luis Morales؛ زادهٔ ۲ اوت ۱۹۷۳) بازیکن فوتبال اهل اسپانیا است.
از باشگاه‌هایی که در آن بازی کرده‌است می‌توان به باشگاه فوتبال رئال مادرید سی، باشگاه ورزشی رئال مایورکا، باشگاه فوتبال رئال مادرید، باشگاه فوتبال نومانسیا، باشگاه فوتبال رئال مادرید کاستیا، باشگاه فوتبال سانتا کلارا، باشگاه فوتبال اسپورتینگ خیخون، و نیوانگلند رولوشن اشاره کرد.
وی همچنین در تیم‌های ملی فوتبال زیر ۱۶ سال اسپانیا، زیر ۱۷ سال اسپانیا، زیر ۱۸ سال اسپانیا، و زیر ۲۱ سال اسپانیا بازی کرده‌است.